# Alberto Macchi
Alberto Macchi (Magnago, 14 marzo 1909 – Busto Arsizio, 3 ottobre 1975) è stato un calciatore e allenatore di calcio italiano.

## Carriera
Inizia la sua carriera in Sicilia, tra le file del Siracusa. Realizzerà in totale 32 reti, ma una fra tutte risulterà storica, in quanto segnerà il primo gol nel derby contro il Catania, in cui segnò una doppietta.
In seguito viene ingaggiato dal Genova per disputare il campionato 1933-1934 in Serie A, segnando un gol.
Con i grifoni però retrocede in B, e l'anno successivo gioca solo tre incontri segnando un gol.
Nel 1935 passa al Siena, col quale giocherà per il resto della sua carriera agonistica e che, dal 1939, allenerà a più riprese.

## Palmarès

### Giocatore

#### Competizioni nazionali
- Serie B: 1

Genova 1893: 1934-1935
- Serie C: 1

Siena: 1937-1938